# Font de la Viuda
La Font de la Viuda és una font que està situada al terme municipal d'Espolla, a l'Alt Empordà. Concretament està a uns 2 km del nucli urbà, en direcció nord-oest, al costat del camí del Castellar. Si es continua aquest camí, a 1 km més amunt, hi ha també en el costat esquerre el Menhir del Castellà. La font es troba relativament a prop del límit amb el terme de Sant Climent Sescebes.
Prop de la font, a la falda del mateix turó on es troba, hi ha les restes d'un antic corral que mostra l'aprofitament que es feia de la zona com a terres de pasturatge.
La font es troba en un paratge mitjanament obac, amb abundància d'alzines sureres i algun altre arbre d'àmbit més humit. L'aigua que en brolla és ferruginosa, com totes les fonts del voltant. Està composta del brollador, uns llargs bancals a cada costat i dues taules d'obra.
Aquesta font, com la del Conill va pertànyer a la família Mascot, propietaris rurals d'Espolla, fins que a finals de la dècada de 1980 es va vendre la propietat a la família Espelt. Aquesta, al seu torn, va vendre les propietats a una família d'Espolla que n'és l'actual propietària.